# William Standish Knowles
William Standish Knowles (Taunton, Massachusetts, EUA, 1 de juny de 1917 - Chesterfield, Missouri, EUA, 13 de juny de 2012) fou un químic estatunidenc guardonat amb el Premi Nobel de Química l'any 2001.
Va estudiar química a la Universitat de Colúmbia, on es va doctorar el 1942. Orientà la seva recerca en la utilització de metalls de transició per obtenir catalitzadors quirals mitjançant la reacció anomenada d'hidrogenització. Així mateix encapçalà el grup de recerca que aconseguir realitzar la síntesi química i, per tant, la producció, de la variant benigna de l'aminoàcid L-DOPA, utilitzada per tractar la malaltia de Parkinson. L'any 2001 fou guardonat, juntament amb el japonès Ryoji Noyori, amb la meitat del Premi Nobel de Química «pels seus treballs conjunts sobre la reacció d'hidrogenització utilitzant catalitzadors quirals». L'altra meitat del premi recaigué en el nord-americà Karl Barry Sharpless per aconseguir el mateix objectiu tot i que per un procés diferent, utilitzant en aquest cas l'oxidació.